# Derek Daly
Derek Daly (n. 11 martie 1953, Dublin, Irlanda) este un fost pilot de Formula 1. De-a lungul carierei a luat startul în 49 de curse, niciuna din pole-position. Nu a câștigat nicio cursă și nu a terminat niciodată pe podium, acumulând 15 puncte în întreaga activitate ca pilot de Formula 1.